# 和泉市立槇尾学園
和泉市立槇尾学園（いずみしりつまきおがくえん）は、大阪府和泉市にある公立義務教育学校。

## 概要
市内を南北に流れる槇尾川上流域の横山谷に位置し、旧横山村および旧南横山村を校区としている。2025年、和泉市立横山小学校、和泉市立南横山小学校および進学先であった和泉市立槇尾中学校の統合により、市内では、和泉市立南松尾はつが野学園に続く2校目の施設一体型義務教育学校として開校した。一定の条件のもと、特別に市内の他校区からの入学・転学を認める旧南横山小学校で適用していた「小規模特認校制度」を継承している。

校舎や体育館は槙尾中学校の敷地を拡張して新たに建設され、開校までに新施設の使用開始と旧校舎の解体が行われた。初年度の新入生は、1年生49名および7年生（中学1年生相当）43名の計92名。新入生を含む全校児童・生徒393名で、学校としての歩みを開始した。

旧南横山小学校では当時、緑豊かな森林や清流・父鬼川に囲まれた自然環境を活かし、学校林での植物・昆虫観察や、川遊び・水生生物の観察、さらには炭焼き体験など、自然とのふれあいを生かした教育活動が行われていた。こうした教育方針は新たに設立された槇尾学園にも引き継がれ、旧校地の一部はサテライト学習拠点として活用されることとなった。

## 沿革

### 略歴
横山地域における人口減少とそれに伴う児童・生徒数の減少を背景に、学校の数や配置を見直す取り組みが検討されてきた。その一環として施設一体型小中一貫校の導入が進められた結果として、和泉市立槇尾学園が開校した。

### 開校までの取組み
- 2018年（平成30年）
  - 01月 - 槙尾中学校区学校適正配置に関する検討開始[8]。
  - 07月 - 保護者対象説明会開催開始[9][10]。
  - 08月 - 地域説明会開催開始[11]。
  - 12月 - 第1回適正就学対策審議会開催[12][13]。
- 2019年（平成31年）
  - 01月 - 第2回適正就学対策審議会開催[14][15]。
  - 03月 - 第3回適正就学対策審議会開催[16][17]。
- 2024年（令和06年）08月 - 槙尾中学校内に新校舎完成。

### 年表
- 2025年（令和07年）
  - 04月01日 - 開校。
  - 04月07日 - 第1回入学式挙行。

## 校名の由来
校名「槇尾学園」は、統合される学校の卒業生や市内在住者からの公募によって寄せられた42点の中から選ばれた。「槇尾」はこの地域全体を広く表し、横山・南横山の両校区に親しまれていることから、この名称が採用された。また、小中一貫教育の愛称「翔け槇尾学園」としてすでに定着していたことや、この地域をより多くの人に知ってもらいたいという思いも込められている。

## 教育方針

### 教育目標
「未来を切り拓く力」の育成を掲げ、児童生徒一人ひとりのウェルビーイングの実現を目指す

### めざす児童生徒像
- 学び続ける人
- 認め合いつながる人
- 自ら行動する人

## 通学区域
- 北田中町、仏並町、坪井町、小野田町、九鬼町、岡町、福瀬町、善正町、下宮町、南面利町、槇尾山町、父鬼町、大野町[22]。
- 特認校制度を希望する市内在住者。

## 通学方法
学校の統廃合により一部地区からの通学距離が長くなるため、安全面に配慮して定められている。
| 地区＼課程     | 前期課程（1～6年生）                      | 前期課程（1～6年生）                                           | 後期課程（7～9年生）                                  |
| -------------- | ----------------------------------------- | -------------------------------------------------------------- | ----------------------------------------------------- |
| 特認児童・生徒 | ①特認対象専用バス ②自家用車による送迎など | ①特認対象専用バス ②自家用車による送迎など                      | ①特認対象専用バス ②自家用車による送迎など ③自転車通学 |
| 南横山地区     | ①地元通学専用バス                         | ①地元通学専用バス                                              | ①自転車通学 ②公共バス                                 |
| 横山地区       | ①徒歩通学                                 | 坪井町・小野田町・下宮町 仏並町・大畑町・北田中町 岡町・国分町 | ①徒歩通学 ②自転車通学                                 |
| 横山地区       | ②地元通学専用バス                         | 善正町・福瀬町・南面利町                                       | ①徒歩通学 ②自転車通学                                 |
| 横山地区       | ③デマンドバス                             | 九鬼町・小川町                                                 | ①徒歩通学 ②自転車通学                                 |

## 交通
最寄りバス停は、和泉市路線維持バス（父鬼ルート）「槇尾学園前」。
- 和泉中央駅バスターミナル9番乗り場から槇尾山口行き、または父鬼行きに乗車。
- 槇尾学園前バス停下車すぐ。